# Skeiða- og Hrunamannavegur
Der Skeiða- og Hrunamannavegur ist eine Hauptstraße im Süden von Island. 
Sie beginnt an der Ringstraße zwischen Hella und Selfoss und führt nach Norden bis zur Biskupstungnabraut.
Die Straße verläuft westlich der Þjórsá und größtenteils östlich der Hvítá.
Der Skeiða- og Hrunamannavegur ist 56 km lang und auf 52 km asphaltiert, der Abschnitt nach der Hvítá-Brücke fehlt noch.
Diese Straße führt durch den Ort Flúðir.
Am 13. Juli 2023 wurde eine 145 m lange zweispurige Brücke über die Stóra Laxá offiziell eröffnet.
Sie löst eine einspurige, 120 m lange Brücke aus dem Jahr 1985 ab.